# KisDuna Televízió
A KisDuna Televízió (KisDunaTV) Dunaharaszti város televízió-csatornája.

## Története
A televízió-csatorna 2003-ban indult azzal a céllal, hogy Dunaharaszti lakosságát tájékoztassa az aktuális hírekről, eseményekről.

A csatorna indításakor Szalay László, Dunaharaszti polgármestere mondott beszédet: 
"Tisztelt Hölgyeim és Uraim! Szeretettel és örömmel köszöntöm Önöket a KisDuna televízió első, kísérleti adásában! Úgy gondolom, hogy mindenki örömére szolgál ez, hiszen egy régi igényt igyekeztünk ezzel kielégíteni. A kábeltévés adás elindítása része annak az együttműködésnek, amely Dunaharaszti önkormányzata és a Dunaharaszti Ipartestület között jött lére. Ennek köszönhető a teleház és az oktatási központ megvalósítása is. Napjainkban egyre több szerepet kap az információ és az információ továbbadása. Éppen ezért tűztük ki célul azt, hogy Dunaharasztinak legyen egy kábeltévés rendszere és adása, amelyet Dunaharaszti lakosai már régen megérdemeltek. A teleház szolgáltatásai bárki igénybe veheti, részükre ingyenes e-mail címet bocsájtanak a rendelkezésükre. A TV adásai több, mint négyezer háztartásban lesznek foghatók Dunaharasztin. Ez több, mint 10-12 ezer embert jelent, tehát Dunaharaszti több ,mint ⅔-át fogjuk tudni tájékoztatni tájékoztatni közérdekű információkkal. Politikai, kulturális és sporteseményekről. A TV politikája pártsemleges, egyedül a nézőknek elkötelezett ez a szolgáltató tevékenység. Kérem Önöket, hogy éljenek vele. A szerkesztőséget tájékoztassák észrevételeikről, a forgatócsoportot pedig fogadják szeretettel. Jó szórakozást kívánok!"
A csatorna minden jelentősebb közmeghallgatás, eseményt közvetít, mint például Március 15-i megemlékezés, Augusztus 20-i búcsú, Városnapok, koncertek, önkormányzati gyűlések.

## Műsorok
A csatornán minden szerdán 18:00-kor láthatóak új műsorok, amiket egy hétig 07:00-kor és 18:00-kor minden nap ismételnek.
1. Híradó
2. Közmeghallgatás közvetítések
3. Rendezvény közvetítések
4. Sportközvetítések
5. Templomi miseközvetítések